# Камполонго-суль-Брента
Камполонго-суль-Брента, Камполонґо-суль-Брента (італ. Campolongo sul Brenta, вен. Canpołongo sol Brenta) — муніципалітет в Італії, у регіоні Венето, провінція Віченца.
Камполонго-суль-Брента розташоване на відстані близько 450 км на північ від Рима, 70 км на північний захід від Венеції, 34 км на північ від Віченци.
Населення — 819 осіб (2014).

## Демографія
Населення за роками:

Станом на 31 грудня 2014 року в муніципалітеті офіційно проживало 46 іноземців з 13 країн, серед них 12 громадян країн Євросоюзу.

## Сусідні муніципалітети
- Бассано-дель-Ґраппа
- Конко
- Сан-Нацаріо
- Соланья
- Вальстанья